# General Electric YJ93

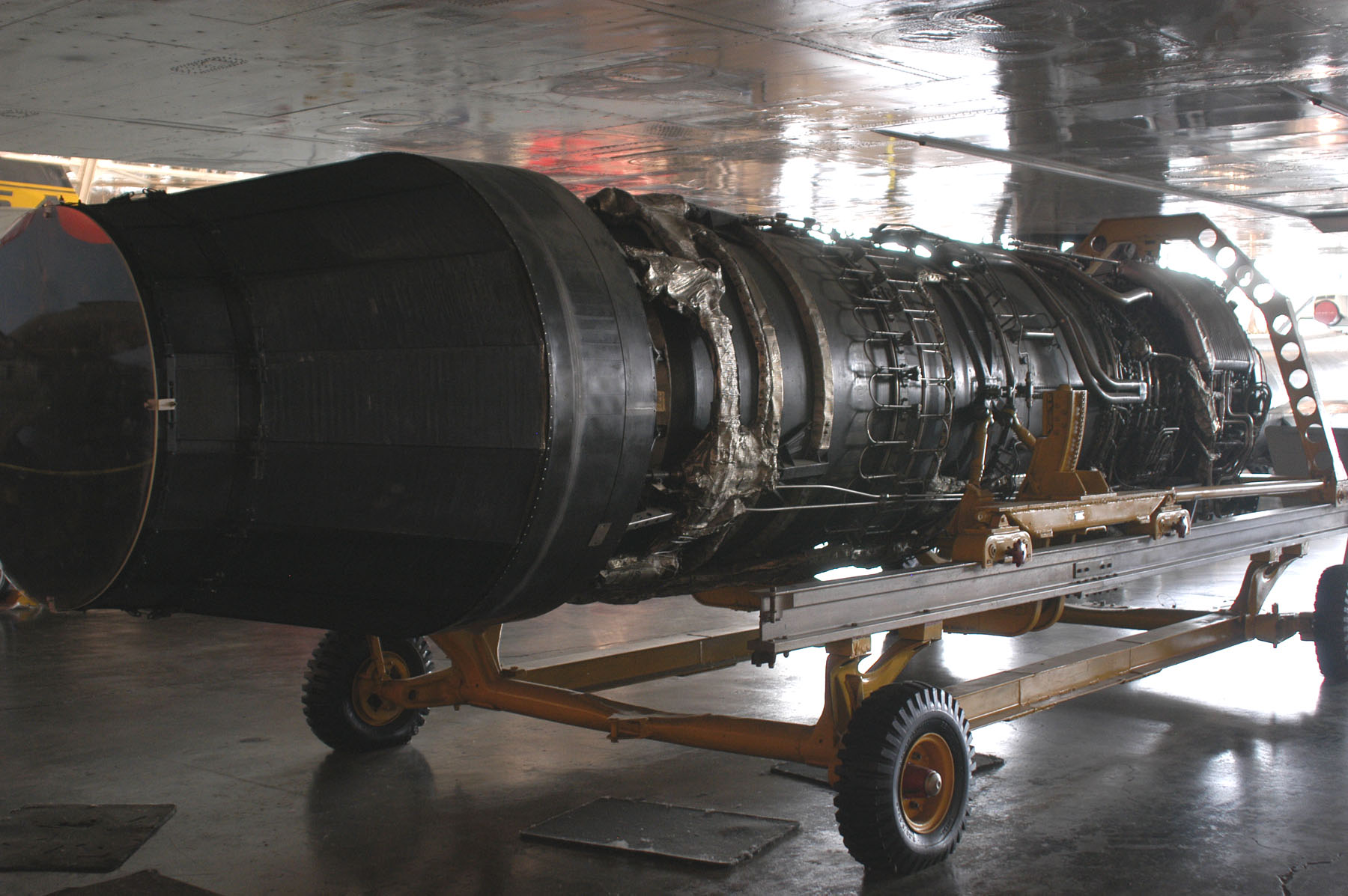
Das Triebwerk YJ93-GE-3 im National Museum of the United States Air Force

Das General Electric YJ93 war ein Turbotriebwerk, das für den Prototyp des US-amerikanischen Überschallbombers North American XB-70 und das Langstrecken-Abfangjägerprojekt F-108 Rapier entwickelt wurde.

## Entwurf
Das YJ93 war ein Einwellen-Axialstrahltriebwerk mit einem variablen Statorverdichter, das mit dem speziellen Hochtemperaturtreibstoff JP-6 betrieben wurde. Es wurde zunächst unter der Bezeichnung General Electric X275 (ein vergrößertes J79) entwickelt. Später wurde es zu einem Mach-3-Reisetriebwerk überarbeitet und von General Electric als X279 bezeichnet.

## Spezifikationen
- Länge: 6,2 m[2] Military Turbojet/Turbofan Specifications[3][3]
- Durchmesser: 1,33 m[2][3]
- Kompressor: axial elfstufig[2][3]
- Turbine: axial zweistufig[2][3]
- Kraftstoff: JP-6[2][3]
- Schubkraft: 85 kN normal, 128 kN im Nachbrennermodus[2][3]
- Spezifischer Verbrauch: 19,8 g/(s kN), bzw. 51 g/(s kN) im Nachverbrennungsmodus[2][3]
- Ansaugstrom: 125 kg/s[2][3]